# Wim Van de Velden
Wim Van de Velden is een Belgisch journalist van het dagblad De Tijd.
Van de Velden studeerde van 1985 tot 1990 Engels aan de Universiteit van Antwerpen. 
In 1992 trad hij in dienst bij het dagblad De Tijd als politiek journalist.

## Erkenning
Met Tobe Steel, Dieter Dujardin en David Adriaen volgde hij voor Reconstructie van een mislukte kernuitstap jarenlang het dossier rond de sluiting van Belgische kerncentrales. Het leverde hen de journalistiek prijs De Loep 2023 op in de categorie Controlerende Onderzoeksjournalistiek.

## Prijzen
- 2023 De Loep